# TimeSplitters 4
TimeSplitters 4 sería la cuarta entrega de la saga TimeSplitters desarrollada por un grupo de aficionados del extinto Free Radical Design.

## Posible desarrollo
En junio de 2007, la Official UK Playstation Magazine reveló que otra instalación de la serie de TimeSplitters estaba en trabajo. Sin embargo, en Kotaku, Rob Yescombe, el scriptwriter de los juegos anteriores de TimeSplitters, dijo que los sistemas estaban desarrollando el juego que estaba “sin firmar por el momento”. David Doak indicó que el desarrollo para TimeSplitters 4 estaba en curso y que ha expresado interés para la plataforma  Wii de Nintendo.
Steve Ellis divulgó que ellos están “preparándose para insertar monos y armas en todos los lugares incorrectos.” En una entrevista con David Doak, él refirió a enfocarse en el gameplay más que a efectos especiales o a gráficos.
La insignia para el juego era un spoof de Gears Of War con una cabeza del mono que sustituye el cráneo. Había también un cierto arte del concepto para un mono en la armadura del jefe principal Mater Chief del videojuego Halo. Debido a esto, se espera que haya más en-juego “potshots” de esos juegos así como otras licencias del juego. Yescombe de Free Radical Design confirmó esa predicción.
El logo hace referencia de que en vez de hacer una satirización de varias películas sería varias parodias sobre los videojuegos.
Más recientemente, fue dicho que el juego está en primeros tiempos del desarrollo. Sin embargo, también fue indicado como “no es un camino muy largo, pero tampoco uno muy corto.”
En el 2013, una nueva empresa llamada Crytek, proveniente de la desaparecida empresa Free Radical Design, anunció que el juego "no está actualmente en desarrollo".

## Fecha de salida
Crytek anunció en la E3 2011 que saldría el juego en la E3 de 2012.